# Otterberg
Otterberg é uma cidade da Alemanha localizada no distrito de Kaiserslautern, estado da Renânia-Palatinado.
É membro e sede do Verbandsgemeinde de Otterberg.